# 785 (szám)
A 785 (római számmal: DCCLXXXV) egy természetes szám, félprím, az 5 és a 157 szorzata.

## A szám a matematikában
A tízes számrendszerbeli 785-ös a kettes számrendszerben 1100010001, a nyolcas számrendszerben 1421, a tizenhatos számrendszerben 311 alakban írható fel.
A 785 páratlan szám, összetett szám, azon belül félprím, kanonikus alakban az 51 · 1571 szorzattal, normálalakban a 7,85 · 102 szorzattal írható fel. Négy osztója van a természetes számok halmazán, ezek növekvő sorrendben: 1, 5, 157 és 785.
A 785 négyzete 616 225, köbe 483 736 625, négyzetgyöke 28,01785, köbgyöke 9,22479, reciproka 0,0012739. A 785 egység sugarú kör kerülete 4932,30047 egység, területe 1 935 927,933 területegység; a 785 egység sugarú gömb térfogata 2 026 271 236,5 térfogategység.